# أندريج جاهودكا
أندريج جاهودكا (مواليد 8 يوليو 1988) هو مبارز بالسيف أوكراني، مثّل بلاده في الألعاب الأولمبية الصيفية 2016.

## روابط خارجية
أندريج جاهودكا على موقع الاتحاد الدولي للمبارزة (الإنجليزية)
- أندريج جاهودكا على موقع الاتحاد الأوروبي للمبارزة (الإنجليزية)
- أندريج جاهودكا على موقع اللجنة الأولمبية الدولية (الإنجليزية)
- أندريج جاهودكا على موقع أوليمبيديا (الإنجليزية)